# Blue Anchor Line

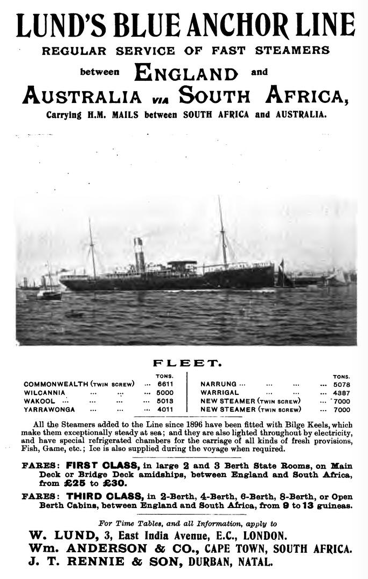
Anuncio de Blue Anchor Line, 1903

Lund's Blue Anchor Line fue una compañía naviera que operaba entre el Reino Unido, Sudáfrica y Australia entre 1870 y 1910.
Los propietarios de esta naviera en años posteriores fueron los Sres. W. Lund e hijos.
La Blue Anchor Line fue fundada en Londres por Wilhelm Lund (n. Dinamarca 1837, m. Kent, 1928) en 1869. Sus dos hijos fueron Albert Edward Lund y Friedrich Wilhelm Lund, quien también se llamaba Frederick Lund, y también está registrado como FW Lund Jr. (su abuelo, también propietario de un barco, también se llamaba Wilhelm Lund). También aparece un "H. Lund" en relación con el negocio.
Originalmente se utilizaron barcos de vela. Entre 1880 y 1890, los veleros fueron reemplazados por barcos vapores.
Los barcos operados por esta compañía incluyen Waratah, Commonwealth, Bungaree. Geelong, Wilcannia, Narrung y Wakool .
La desaparición del Waratah cerca de Durban en 1909 resultó en el fracaso comercial de la empresa. Sus barcos se vendieron a P&O, y se cerró en 1910.
Se llevó a cabo una investigación en Londres para investigar la desaparición de Waratah, y FW Lund Jr., quien prestó testimonio en la investigación en nombre de los propietarios, fue descrito en algunos informes periodísticos como el presidente de directores de la empresa aunque parece haber sido en realidad una sociedad en la que Wilhelm Lund seguía siendo el socio principal.
El naufragio del Waratah nunca se ha encontrado, y la causa de su pérdida sigue sin ser concluyente y aún suscita controversias. A pesar de este revés, Wilhelm Lund y FW Lund siguieron siendo empresarios respetables.